# Sebastian Everding

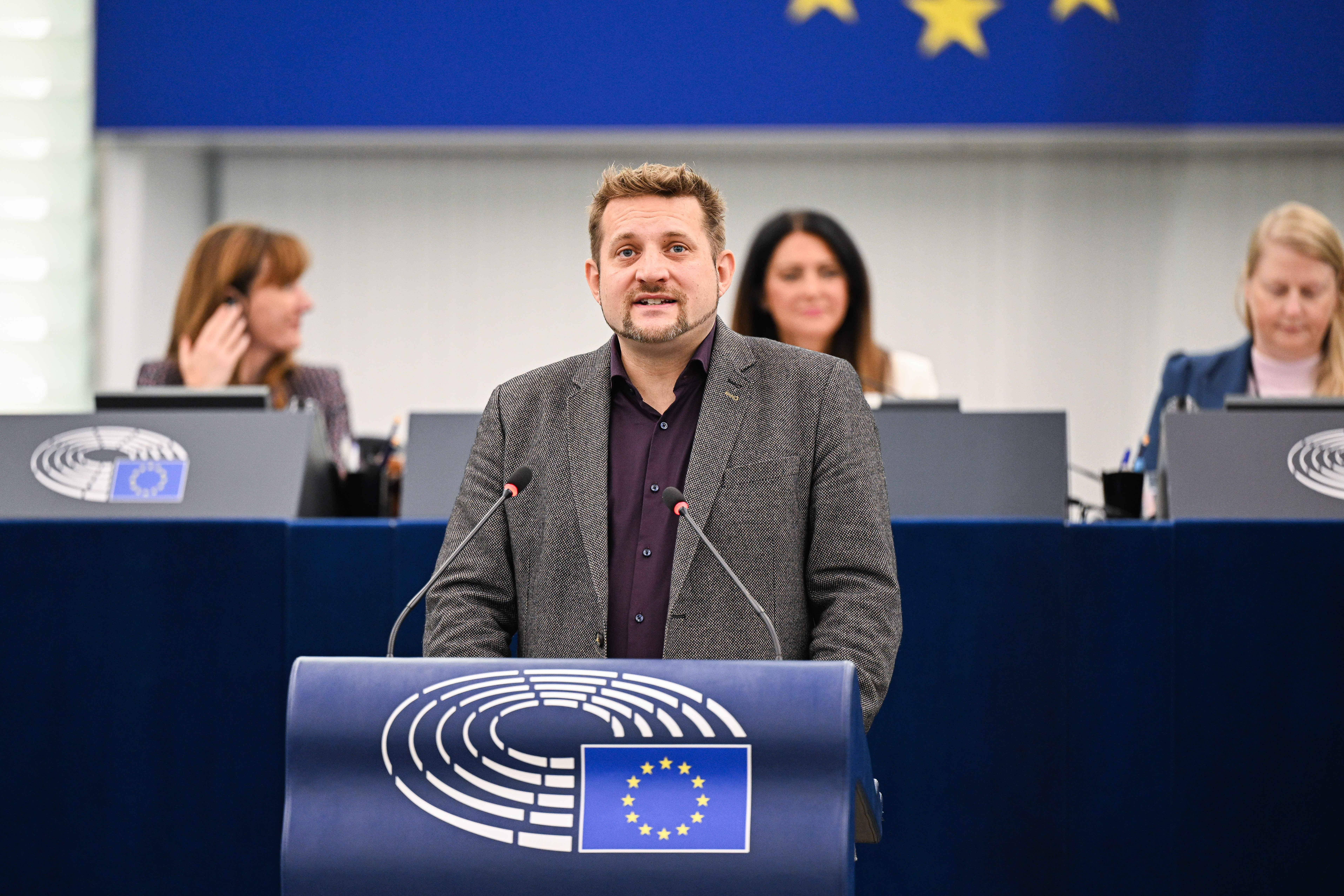
Sebastian Everding im Europaparlament, 2024

Sebastian Eike Everding (* 11. Januar 1983) ist ein deutscher Unternehmer, Tierrechtler und Politiker der Tierschutzpartei. Für seine Partei wurde er 2024 ins Europaparlament gewählt.

## Beruf
Everdings berufliche Laufbahn begann nach dem Abitur im Jahr 2003 und dem anschließenden Zivildienst mit einer handwerklichen Ausbildung zum Informationselektroniker. Später bildete er sich zum Informationstechnikermeister und Betriebswirt (HWK) weiter und schloss ein Studium zum B.Sc. Business Management mit dem Schwerpunkt Marketing ab. Inzwischen arbeitet er als Nachhaltigkeitsunternehmer; im Zuge dessen kreierte er durch das Upcycling ehemaliger Kaugummiautomaten ein bundesweites Netzwerk an Bienenautomaten, das dem Bienensterben entgegenwirken soll.
Bundesweit gibt es über 400 Bienenautomaten. Das bundesweite Netzwerk Bienenautomat wurde mit mehreren Preisen, unter anderem auch mit dem Preis „Projekt Nachhaltigkeit“ des Rats für Nachhaltige Entwicklung im Jahre 2021 ausgezeichnet. Im Dezember 2021 erhielt er das Nachhaltigkeitssiegel der Stadt Dortmund. Im Jahr 2020 gewann er einen Sonderpreis für Nachhaltigkeit im Rahmen des bundesweiten Wettbewerbes der Insektenschützer.

## Politik
Everding trat 2020 der Partei Mensch Umwelt Tierschutz (Tierschutzpartei) im Zuge der Kommunalwahl in Dortmund bei, bei der er als Kandidat antrat. Seit 2023 ist er als sachkundiger Bürger in der Fraktion „Die Linke+“ im Stadtrat Dortmund aktiv. Von 2022 bis 2024 war er zusammen mit Angelika Remiszewski einer von zwei Vorsitzenden des nordrhein-westfälischen Landesverbandes. Im selben Jahr trat er bei der Landtagswahl in Nordrhein-Westfalen im Landtagswahlkreis Dortmund III als Direktkandidat an und erzielte 2,0 % aller Erststimmen; das Direktmandat ging an Nadja Lüders von der SPD.
Auf dem 44. Bundesparteitag, der am 17. Juni 2023 stattfand, wurde er zum Spitzenkandidaten seiner Partei für die Europawahl im Folgejahr nominiert. Bei besagter Wahl zog er schließlich für diese ins Europaparlament ein und schloss sich der Fraktion Die Linke im Europäischen Parlament – GUE/NGL an. Auf europäischer Ebene ist er zudem Mitglied der Partei der Europäischen Linken.

## Parlamentarische Arbeit

### Intergroups
Everding setzt sich im Europaparlament als Vizepräsident der fraktionsübergreifenden Intergroup on the Welfare and the Conservation of Animals maßgeblich für Tierschutz-Belange ein.

### Ausschüsse
Er ist stellvertretendes Mitglied im Fischereiausschuss und im Umweltausschuss des Europäischen Parlaments, sowie volles Mitglied im Agrarausschuss. Er setzt sich für eine umfassende Agrarwende und insbesondere eine pflanzenbasierte Landwirtschaft ein.

### Delegationen
Zudem ist Everding stellvertretender Vorsitzender der Delegation im Parlamentarischen Stabilitäts- und Assoziationsausschuss EU-Albanien und Mitglied der Delegation für die Beziehungen zu Bosnien und Herzegowina und dem Kosovo.

### Positionen
Seine weiteren Schwerpunkte sind neben Tier-, Natur- und Artenschutz zudem Ansätze der Postwachstumsökonomie.

## Mitgliedschaften
Sebastian Everding ist Mitglied der überparteilichen Europa-Union Deutschland, die sich für ein föderales Europa und den europäischen Einigungsprozess einsetzt.

## Bibliographie
- Tierrechte, Fleischkonsum und Persönlichkeitsmerkmale. GRIN Verlag, München 2023, ISBN 978-3-346-86064-4 (E-Book).
- Dortmunder Igelstudie 2022. Bietet eine Großstadt naturnahe Lebensräume oder Lebensgefahr? GRIN Verlag, München 2023, ISBN 978-3-346-86216-7 (E-Book).
- Nachhaltige Kaufentscheidungen bei Reinigungsmitteln, Waschmitteln und Putzmitteln. Der Einfluss der Verpackung. GRIN Verlag, München 2023, ISBN 978-3-346-85880-1 (E-Book).
- Nachhaltigkeit als neues Kernelement des Produkt-Marketings im Einzelhandel. GRIN Verlag, München 2023, ISBN 978-3-346-86066-8 (E-Book).